# Prințesa Henriette de Nassau-Weilburg (1780-1857)
Prințesa Henriëtte van Nassau-Weilburg (22 aprilie 1780 – 2 ianuarie 1857) a fost fiica lui Karl Christian de Nassau-Weilburg și a Prințesei Wilhelmine Carolina de Orania-Nassau, fiica lui Willem al IV-lea, Prinț de Orania. Regina Elisabeta a II-a a Regatului Unit este o descendentă a ei prin bunica regina Mary de Teck. Prințul Filip, Duce de Edinburgh este un descendent al ei prin nepoata Henrietei Prințesa Alexandra de Saxa-Altenburg, care a fost bunica Prințului Andrew al Greciei și Danemarcei. Juan Carlos I al Spaniei este un descendent al ei prin nepoata ei Arhiducesa Elisabeth Franziska de Austria, bunica regelui Alfonso al XIII-lea al Spaniei.

## Căsătorie și copii
S-a căsătorit la Hermitage, în apropiere de Bayreuth, la 28 ianuarie 1797 cu Ducele Louis de Württemberg, un fiu al Ducelui Friedrich al II-lea Eugen, Duce de Württemberg. A fost a doua soție a Ducelui; prima soție, Maria Wirtemberska, a inițiat divorțul.
Henriëtte și Louis au avut cinci copii:
- Maria Dorothea (1797-1855), căsătorită în 1819 cu Arhiducele Joseph, Palatin al Ungariei (1776-1847)
- Amalie Therese (1799-1848), căsătorită în 1817 cu Joseph, Duce de Saxa-Altenburg (1789-1868)
- Pauline Therese (1800-1873), căsătorită în 1820 cu verișorul ei primar William I de Wurttemberg
- Elisabeth Alexandrine (1802-1864), căsătorită în 1830 cu Prințul Wilhelm de Baden (1792-1859)
- Alexandru (1804-1885), care a fondat a doua ramură a Casei de Württemberg, cunoscută drept Casa de Teck.